# 둠 2 (비디오 게임)
《둠 2: 헬 온 어스》(영어: Doom II: Hell on Earth)는 이드 소프트웨어에서 개발하여 1994년 도스용 게임으로 발매된 1인칭 슈팅 게임으로 현재는 윈도우, 리눅스 등 다양한 플랫폼으로 이식되었다. 둠 시리즈(DOOM series)의 두 번째 작품인 둠 2는 둠(DOOM)의 후속작으로 내용은 전작인 둠과 이어진다. 1편에서 플레이어는 유니온 에어로스페이스 코퍼레이션(Union Aerospace Corporation, UAC)의 해병대 병사(marine) 로서 화성의 두 위성인 포보스와 데이모스에서 악마들과 싸웠다. 2편인 둠 2는 주인공이 지구로 돌아왔지만 지구 역시 악마들에게 점령당해 있는 것을 목격하고 이 악마들과 싸우는 것을 그려내고 있다.

후속작인 둠 3(DOOM 3)는 첫 번째 작품인 둠의 리메이크작으로 둠 2의 내용은 포함하지 않는다. 또한 둠2의 확정버전 파이널 둠도 출시되었다. (둠2와 같으나 난이도와 맵 크기 등 월등히 높다.)

## 줄거리

### 배경 스토리
우주에서의 전투를 마치고 당신은 풍요로운 삶을 기대하며 지구로 돌아오고 있었다. 화성으로 외계인들이 쳐들어왔을 때 당신은 그 악마들을 훌륭히 물리쳤다. 당신은 화성기지로의 악마들의 침공을 막아낸 전쟁영웅이 되었다.
그리고 지금 당신은 군대를 그만두고 집으로 향하고 있다. 우주에서 지구로 착륙하여 문을 열고 밖을 보았다. 눈앞에 보이는 도시는 불타고 있었고 사람들은 불타는 그 도시로부터 도망가고 있었다. 그들 중 한 무리가 공포로 소리치고 있었다. 그리고 목격하였다. 누군가가 그들을 공격하고 있었다. 달려가 그들을 공격하는 자를 쓰러뜨렸다. 그는 인간처럼 생겼지만 전체적으로 지저분하였고 입 안에는 씹다 남은 살점이 있었다. 저급 호러영화에 나오는 좀비 같다는 생각이 들었다.
어디선가 본 듯한 장면이다. 바로 화성에서 본 그것과 같다. 우선 사람들이 식인괴물로 변하기 시작한다. 그리고는 우주로부터 괴물 같은 그것들이 들어 닥칠 것이다. 하지만 이번엔 지구에서 일어나는 것이다.
상황을 자세히 알고 보니 침략자들이 지구전체를 거의 모두 정복하였다. 수십억명이 죽고 나머지는 식인 괴물로 변하였다. 하지만 극히 일부는 살아남았다. 어떤 현명한 이들은 살아남은 사람들을 탈출 시켜 인류를 보존할 계획을 세우고 있었다. 살아남은 이들을 이 망해가는 세상에서 탈출 시킬 커다란 우주 함선을 만들었다.
불행히도 지구의 유일한 우주 공항이 악마들에게 장악 당했다. 공항은 일종의 역장인 불타는 장막에 쌓여있었고 때문에 어떤 우주선도 공항에서 빠져나올 수 없었다. 무언가 해야 했다. 적지만 남아있는 지구의 군인들은 침략자들을 기습할 계획이었다. 우리가 이긴다면 역장의 작동을 중지시킬 수 있고 인류는 멸망하지 않아도 될 것이다. 하지만 우리가 진다면 인류의 역사는 여기까지 일 것이다.
당신과 당신의 동료들은 공격을 감행하였다. 얼마 후 용감하던 그들이 힘없이 쓰러져 가는 것을 보았다. 당신은 동료들과 떨어지게 되었고 어디선가 그들이 죽어가며 비명 지르는 것이 들려왔다.
금속으로 된 터널 건너편에서 분노에 차 으르렁거리는 소리가 들린다. 그들은 당신이 온 것을 알고 있다. 그들은 자비도 연민도 없고 일말의 교섭의 여지도 없다. 그들은 완벽한 적이며 여기엔 그들과 당신 외에는 존재하지 않는다.

### 진행 스토리
당신은 우주공항 깊숙이 들어왔고 무언가 이상한 점을 느꼈다. 악마들은 이곳에 올 때 그들의 본성을 같이 가져왔고 우주공항의 기술들은 그 본성에 감염되어 타락해있었다. 당신 앞에 펼쳐진 우주공항은 지옥의 일부를 그대로 옮겨온 것같이 보였다. 이 귀신들린 기지를 통과할 수 있다면 당신은 지금 지구인들을 붙잡고 있는 역장을 해제할 수 있는 스위치를 찾을 수 있을 것이다.
당신은 이 지옥 같은 상황에서 살아남은 사람들을 지구 밖으로 피난시키는데 성공했다. 이제 당신은 이 행성에 남은 유일한 인간이며 당신 외에는 식인 괴물로 변한 인간들과 잔인한 외계인들 그리고 분노한 영혼들만이 남아있다. 당신은 단지 인류를 구했다는 만족감을 갖고 죽음을 기다리며 앉아 있을 뿐이다. 그러나 이때 우주로부터 통신이 들어왔다. 우주선의 센서가 외계인들이 쳐들어오는 위치를 발견하였고 그 입구를 막는다면 침략을 멈출 수 있다는 내용이었다. 표시된 위치는 우주공항의 다른 곳을 가리키고 있었다. 고통스럽지만 당신은 다시 외로운 전투로의 발걸음을 옮겼다.
당신은 당신이 쌓아올린 적들의 시체 한 가운데 서있다. 여기에서는 적들이 들어오는 이 입구를 막을 방법이 보이지 않는다. 그래서 당신은 이를 악물고 그 입구를 통과하기로 했다. 이 입구를 닫을 방법이 저 너머에 있다면 그곳이 지옥인들 무슨 상관이 있으랴.
당신은 지금까지 본 것 중 가장 큰 악마의 얼굴에서 노출된 뇌에 로켓을 쏘았다. 그 직후 그 괴물은 말라비틀어지며 죽었고 그 여파로 지옥이 수 마일에 걸쳐 황폐화되었다. 드디어 침략을 막은 것이다. 지구는 안전하다. 지옥은 난파하고 있고 당신은 이마에 흐르는 땀을 닦으면서 집으로 돌아가는 발길을 옮긴다.

## 게임 플레이

### 인터페이스

#### 조작 방법
둠 2는 현재는 설정을 바꾸어 마우스 조작도 가능하지만 초기에는 도스 게임으로 개발되어 키보드 조작만 가능하였다.
| 동작            | 키(기본) |
| --------------- | -------- |
| 앞으로 이동     | w        |
| 뒤로 이동       | s        |
| 왼쪽으로 이동   | a        |
| 오른쪽으로 이동 | d        |
| 왼쪽으로 돌기   | ←        |
| 오른쪽으로 돌기 | →        |
| 문열기/장치사용 | e        |
| 발사            | space    |
| 맵 보기/끄기    | tab      |
| 무기선택(1~7)   | 1~7      |

#### 화면 구성
화면은 주인공 시점으로 화면 가운데에 주인공의 손과 무기가 보이고 특별한 조준점은 없이 총의 직선상에 있는 적군을 맞출 수 있다.
화면 하단에는 상태표시줄이 있다.
| 장탄 수 | 체력 량 | 무기 | 얼굴 | 방어구 량 | 열쇠 | 종류별 총알 수 |

- 장탄 수 - 현재 사용하고 있는 무기의 총알 수이다.

- 체력 량 - 초기 100%가 주어지고 먹는 아이템에 따라 최대 200%까지 회복 가능하다. 0%가 되면 플레이어는 사망한다.

- 무기 - 1~7번까지 총 9 종류의 무기가 있다. (1번 2종류, 3번 2종류)

- 얼굴 - 주인공의 얼굴로 추정되며 두리번거리고 웃으며 화를 내는 등 상황에 맞는 표정이 연출된다. 또한 체력에 따라 피를 흘리는 등의 효과도 있다. 또한 좌우로부터 기습 공격을 받았을 경우, 그 방향으로 인상을 찡그리며 바라보기도 한다.

- 방어구 량 - 초기에 0%가 주어지고 100%까지 회복 가능한 아이템과 200%까지 회복 가능한 아이템이 있다. 방어구가 있고 없음에 따라 플레이어가 적의 공격에 오래 버틸수 있음이 나타난다. 이 방어구는 일정한 비율로 체력의 소모를 대신한다.

- 열쇠 - 잠겨있는 문이나 장치를 사용할 수 있게 하는 것으로 파란색, 노란색, 빨간색이 있다. 스테이지 진행을 위해서는 꼭 찾아야 한다.

- 종류별 총알 수 – 각 무기가 사용하는 총알의 종류는 4종류가 있으며 탄환(bullet), 파열탄(shell), 로켓탄(rocket), 에너지 셀(cell)이 있다. 최대 탄수와 현재 탄수가 표시되어 있다.

### 아이템

#### 무기
| 명칭                       | 번호     | 사용 총알      | 탄환 속도                      | 피해 량    | 연사속도  | 광원효과                  | 무기의 특징 |
| -------------------------- | -------- | -------------- | ------------------------------ | ---------- | --------- | ------------------------- | --- |
| 주먹(Fist)                 | 1번 무기 | 없음           | 없음                           | 약함(강함) | 보통      | 없음                      | 무기가 없을 경우를 빼고는 거의 필요없는 무기이다. 버서크를 먹을 경우에는 데몬 떼들을 탄환 낭비 없이 상대할 때 유용하다. |
| 전기톱(Chainsaw)           | 1번 무기 | 없음           | 없음                           | 약함       | 빠름      | 없음                      | 근접 무기라서 주먹 다음으로 잘 쓰이지는 않지만 연사력이 빨라 체력이 약한 적을 상대할 때는 제법 쓸만하다. |
| 권총(Pistol)               | 2번 무기 | 탄환 1발       | 무한히 빠름                    | 약함       | 보통      | 주변이 밝아짐             | 처음부터 주어지는 무기로 다른 무기를 획득하면 거의 쓸모가 없는 무기이다. 필드에 있지 않다. 체인건과 같은 탄을 사용한다. 게임 극초반에만 잠깐 사용한다. |
| 샷건(Shotgun)              | 3번 무기 | 산탄 1발       | 무한히 빠름                    | 보통       | 약간 느림 | 주변이 밝아짐             | 괜찮은 파괴력과 보통의 연사력을 지닌 좋은 무기. 보병 몬스터나 체력이 약한 적을 상대시 유용하다. |
| 슈퍼 샷건(Super Shotgun)   | 3번 무기 | 산탄 2발       | 무한히 빠름                    | 강함       | 느림      | 주변이 밝아짐             | 샷건보다 연사력이 느리지만 근접 시에는 로켓 런처와 맞먹는 파괴력을 낼 수 있다. 이 무기는 원거리 공격용이 아닌 근거리 공격용 무기이다. 원거리 공격시에는 총알의 범위가 매우 커서 데미지가 잘 들어가지 않기 때문이다. 하지만 약한 적은 한번에 여러마리가 잡히기도 한다. |
| 체인건(Chain gun)          | 4번 무기 | 탄환 2발       | 무한히 빠름                    | 약함       | 빠름      | 주변이 밝아짐             | 빠른 연사력으로 적을 제압하기 좋은 무기. 하지만 위력이 약해 체력이 높은 적을 상대로는 적합하지 않으며 체력이 약한 적을 상대로 적합하다. 권총과 같은 탄을 사용한다. |
| 로켓 런처(Rocket Launcher) | 5번 무기 | 로켓탄 1발     | 앞으로 뛰는 속도와 같음        | 강함       | 약간빠름  | 로켓 주변이 노란빛을 받음 | 강력한 파괴력과 범위 공격까지 있어 다수의 적을 상대로 매우 유용한 무기이다. 단, 가까이서 쓰면 플레이어도 큰 피해를 입으며 의외로 얻기 어려운 장소에 비치되어 있다. 멀리서 쏴도 파괴력은 변하지 않는다. 체력이 높은 적을 상대로 유용한 무기이다.                       |
| 플라즈마 건(Plasma Gun)    | 6번 무기 | 에너지 셀 1발  | 앞으로 뛰는 속도보다 매우 빠름 | 보통       | 매우 빠름 | 총알 주변이 파란빛을 받음 | 가장 빠른 연사 속도를 자랑하는 무기. 체력이 높은 적도 이 무기의 연사력 앞에서는 당해내지 못할 정도다. 단, 탄알 소비가 막대하므로 총알을 충분히 모은 후 사용하는 것이 좋다. 어떤 적을 상대로도 위력이 떨어지지 않는 만큼 최고의 무기로 손꼽힌다.                       |
| BFG 9000                   | 7번 무기 | 에너지 셀 40발 | 앞으로 뛰는 속도보다 약간 빠름 | 매우 강함  | 느림      | 총알 주변이 초록빛을 받음 | 최강의 파괴력을 지닌 무기. 단, 발사 시 약간의 무방비 상태가 되며, 총알 소비가 매우 심한 특징이 있다. 엄청난 범위 공격으로 다수의 강력한 적을 상대시 사용하면 좋다. 상당히 얻기 힘든 장소에 있으며, 얻을 경우 강력한 적을 바로 만날 가능성도 있다.                     |

- 총알 속도가 무한이 빠른 경우는 발사와 동시에 직선상의 적군에게 피해를 입히는 것을 말한다.(빨간 피가 튀는 것을 확인할 수 있다.)
- 광원 효과는 평소에는 크게 느껴지지 않지만 어두운 공간에서 무기 사용 시 보이지 않던 것이 보이는 것을 관찰할 수 있다.

#### 총알
| 명칭                                 | 설명 |
| ------------------------------------ | --- |
| 탄창(A clip)                         | 검은색 네모난 모양이다. 탄환 10발을 준다. 권총과 체인건은 총알을 같이 쓰기 때문에 체인건 총알로도 쓸 수 있다. 좀비맨이 죽었을 때 떨어트리는 탄창은 탄환 5발을 준다. |
| 탄환 상자(A box of bullets)          | AMMO라고 쓰여져 있는 초록색 상자이다. 탄환 50발을 준다. 많이 나오지는 않는다.                                                                                       |
| 산탄(4 shotgun shells)               | 빨간 네모 4개가 줄지어있는 모양이다. 산탄 4발을 준다. 필드의 샷건과 같이 있는 경우가 많다.                                                                          |
| 산탄 상자(A box of shotgun shells)   | SHELLS라고 쓰여져 있는 성냥갑 모양이다. 산탄 20발을 준다. 샷건과 같이 있을 때도 있다.                                                                               |
| 로켓탄(A rocket)                     | 노란색 로켓 모양이다. 로켓탄 1발을 준다. |
| 로켓탄약 상자(A box of rokets)       | UAC ROCKETS라고 초록색 글씨가 쓰여져 있는 갈색 상자이다. 로켓탄 5발을 준다.                                                                                         |
| 에너지 셀(An energy cell)            | 녹색빛이 새어 나오는 화로 모양이다. 에너지 셀 20발을 준다. |
| 에너지셀 상자(A box of energy cells) | 붉은빛이 새어 나오는 화로 모양이다. 에너지 셀 100발을 준다. 얻기 어려운 장소나 숨겨진 장소에 주로 있다.                                                             |

- I'm too young to die, Nightmare! 난이도에서는 위 탄창수의 2배를 준다.

#### 회복
| 명칭                      | 설명 |
| ------------------------- | --- |
| 물약(Potion)              | 파란색 둥근 플라스크 모양이다. 체력이 200% 미만일 경우 체력을 1% 채워준다. 가끔 등장한다.                                                |
| 투구(Helmet)              | 안에 초록색 빛이 빛나는 투구 모양이다. 방어구가 200% 미만일 경우 방어구를 1% 채워준다. 가끔 등장한다.                                    |
| 스팀팩(Stimpack)          | 조그마한 구급상자 모양이다. 체력이 100% 미만일 경우 체력을 10% 채워준다. 체력이 100%를 초과해서 올라가지 않는다.                         |
| 구급상자(Medikit)         | 큰 구급상자 모양이다. 체력이 100% 미만일 경우 체력을 25% 채워준다. 체력이 100%를 초과해서 올라가지 않는다.                               |
| 보안 갑옷(Security Armor) | 초록색 갑옷 모양이다. 방어구가 100% 미만일 경우 방어구가 100%가 된다. 스테이지 당 하나꼴로 등장한다.                                     |
| 전투 갑옷(Combat Armor)   | 파란색 갑옷 모양이다. 방어구가 200% 미만일 경우 방어구가 200%가 된다.                                                                    |
| 슈퍼 차지(Super charge)   | 안에 얼굴이 보이는 파란색 구슬이다. 체력이 200% 미만일 경우 체력을 100% 채워준다. 체력이 200%를 초과해서 올라가지 않는다.                |
| 메가 스피어(Mega Sphere)  | 안에 흉악한 얼굴이 보이는 갈색 구슬이다. 체력과 방어구 중 하나라도 200% 미만일 경우 둘 모두를 200%로 만들어 준다. 비밀 장소에 주로 있다. |

#### 기타
| 명칭                                    | 설명 |
| --------------------------------------- | --- |
| 열쇠(Key)                               | 파랗고 빨갛고 노란 카드(혹은 맥주잔) 모양이다. 문의 양쪽 혹은 앞에 색깔이 있는 문이나 기둥은 그 색깔에 해당하는 열쇠가 있어야 열 수 있다. 때때로 스위치 작동에 필요한 경우도 있다. 같은 색깔의 열쇠는 한 맵에서 2개 이상 나오지 않는다. 열쇠의 기능은 열쇠를 얻은 스테이지를 클리어 할때까지 지속되며 다음 스테이지로 가면 사라진다. |
| 해골 열쇠(Skull key)                    | 파랗고 빨갛고 노란 해골 모양이다. 비교적 높은 레벨에서 열쇠 대신 등장하지만 열쇠와 기능은 다르지 않다. 같은 색깔의 해골 열쇠는 한 맵에서 2개 이상 나오지 않는다. |
| 방사능 복(Radiation suit)               | 하얀색 실험복 모양이다. 1분 동안 화면이 초록빛을 띠면서 어떠한 독극물 위에 있어도 피해를 입지 않는다. |
| 빛 증폭 고글(Light amplication goggles) | 붉은색 고글 모양이다. 2분 동안 어두운 곳에서도 물체가 보인다. 그리 많이 나오지는 않는다. |
| 컴퓨터 맵(Computer area map)            | 컴퓨터 모니터 모양의 아이템이다. 아직 가보지 않은 곳이 맵에 회색으로 나타난다. 그리 많이 등장하지는 않는다. |
| 버서크(Berserk Power-up)                | 검은색 구급상자 모양이다. 주먹의 공격력이 10배로 올라간다. 습득 시 무기가 자동으로 주먹으로 바뀐다. 화면이 20초간 빨간빛을 띠는데 효과는 그와 관계없이 그 탄을 깰 때까지 지속된다. 또한 체력이 100% 이하일 경우 체력을 100%로 만들어준다.                                                                                            |
| 가방(Backpack)                          | 가방 모양이다. 최대 총알 수를 2배로 올려준다. 탄환 20발, 산탄 8발, 로켓 2발, 에너지 셀 40발을 준다. (I'm too young to die, Nightmare 난이도에서는 위 총알 수의 2배를 준다.) 효과는 죽기 전까지는 몇 탄이고 유지된다. |
| 부분 투명(Partial Invisibility)         | 파란색과 빨간색의 눈이 보이는 반투명한 구슬이다. 자신의 무기가 반투명하게 바뀌는 것을 볼 수 있으며 1분 동안 플레이어를 반투명하게 해준다. 완전 투명해지는 것이 아니므로 공격은 받지만 명중률이 감소하여 공격의 반 정도는 가만히 서 있어도 빗나간다. 은근히 비밀장소에 많이 비치되어 있다.                                            |
| 무적(Invulnerability)                   | 빨간 눈을 가진 괴수 같은 얼굴이 보이는 초록색 구슬이다. 화면이 흑백으로 변하면서 30초 동안 무적이 되어 공격을 받아도 피해를 입지 않는다. 강력한 적이 나오는 스테이지에 주로 있다. |

### 몬스터
| 명칭                                       | 설명 |
| ------------------------------------------ | --- |
| 좀비맨(Zombieman)                          | 가장 처음에 등장하는 좀비 몬스터이다. 인간 외형을 하고 있으며, 녹색 얼룩 군복을 입고 있다. 들고 있는 무기와는 달리 권총을 사용하므로 떼로 공격해 와도 쉽게 제압할 수 있다. 죽이면 Clip 탄환을 남긴다. 체력도 가장 약하기 때문에 샷건이나 체인건만 있어도 쉽게 제거할 수 있다. |
| 샷건 가이(Shotgun Guy)                     | 좀비맨과 마찬가지로 초반에 등장하는 좀비 몬스터이다. 좀비맨처럼 체력은 약하지만, 사용무기가 샷건이라 약간 큰 데미지를 입을 수 있다. 죽이면 샷건을 남긴다. |
| 헤비 웨폰 듀드(Heavy Weapon Dude)          | 역시 좀비 몬스터이다. 그러나 사용하는 무기가 체인건이라 한번 공격하면 플레이어가 죽거나 보이지 않을 때까지 공격을 계속 퍼부으므로 다른 적이 섞여 있어도 먼저 죽여야할 만큼 위험한 적이다. 체력도 임프보다 조금 높으며 위의 특성 때문에 꽤 강하게 느껴진다. 산탄총 1방에는 간신히 죽으며 체인건을 남긴다. |
| 임프(Imp)                                  | 좀비 몬스터를 제외한 악마 몬스터 중 가장 약한 몬스터. 갈색 피부에 하얀 가시가 돋구진 외형이다. 가장 많이 등장하며, 그만큼 약해서 그렇게 위험한 대상은 아니다. 느릿한 불덩이를 발사하며, 근접시에는 손톱으로 공격한다. |
| 핑키데몬(Demon)                            | 커다란 몸집의 돌격형 몬스터이다. 체력이 임프보다 더 많다. 하지만 근접 공격만 하므로 그리 위험한 대상이 아니며, 종류에 따라 반투명 핑키데몬인 스펙터(Spectre)도 있다. |
| 로스트 소울(Lost Soul)                     | 날렵한 몸집의 빨간색의 몬스터이다. 이 몬스터는 지상이 아닌 공중 몬스터로 느릿하게 하늘을 날아다니다 플레이어를 보면 빠르게 돌진해서 몸으로 공격한다. 체력은 그리 많지 않다. |
| 카코데몬(Cacodemon)                        | 빨간색 몸의 거대한 몬스터이다. 역시 하늘을 날아다니며 평소엔 느릿하게 움직이다가 공격할 때는 플레이어를 향해 제법 빠른 불덩이를 발사한다. 체력도 높아서 일반 공격에는 오래 버틴다. 스테이지 중반부부터는 많이 등장한다. |
| 헬 나이트(Hell Knight)                     | 흉칙한 미노타우르스의 모습을 한 몬스터이다. 보통의 이동속도를 가졌으며, 플레이어에게 빠른 산성가스를 발사한다. 공격력이 뛰어나서 한 대만 맞아도 피해가 높다. 근접 공격은 더 위험하다. 카코데몬보다 체력이 더 높다. |
| 아라크노트론(Arachnotron)                  | 기계형 몬스터로 거미와 닮아 있다. 플라즈마 건을 사용하며, 플레이어의 무기보다는 빠르진 않으나, 상당히 빠른 연사 속도를 자랑한다. 한번 공격이 시작되면, 플레이어가 죽거나 보이지 않을 때까지 계속 난사한다. 특히 멀리 있어도 공격을 하므로 상당히 까다로운 적 중의 하나이다. 헬나이트와 체력이 맞먹는다. |
| 바론 오브 헬(Baron of Hell)                | 헬나이트와 똑같이 생겼으며, 공격 방식, 데미지도 거의 똑같으나 피부가 더 진한 분홍색이다. 근접 공격력은 파괴적인 수준이며, 헬나이트의 두 배에 달하는 높은 체력을 가지고 있다. |
| 페인 엘리멘탈(Pain Elemental)              | 역시 카코데몬처럼 하늘을 나는 몬스터이다. 직접 공격은 없고 로스트 소울을 무한으로 뱉어내는 것이며 로스트 소울이 공격을 한다. 사실상 공격력은 전혀 없는 몬스터이다. 체력은 헬나이트와 아라크노트론 수준이다. 카코데몬과 같이 등장할 때가 많다. 죽으면 로스트 소울 3마리가 튀어나온다. |
| 레버넌트(Revenant)                         | 해골 외형의 몬스터이다. 이동속도가 빠르며, 강력한 유도탄과 주먹으로 공격한다. 유도탄의 경우 연기가 있고 없음으로 구분이 된다. 이 유도탄의 데미지도 거의 파괴적인 수준이고, 주먹 공격도 무시 못할 정도로 데미지가 높아서 위험한 적 중 하나이다. 대신 체력이 약해서 쉽게 죽일 수 있다. 카코데몬과 체력이 비슷하다. |
| 맨큐버스(Mancubus)                         | 뚱뚱한 외모의 양팔의 총을 장착한 몬스터이다. 공격 방식은 양손에서 발사되는 강한 데미지의 불덩이이며, 3연속으로 발사해 즉 6발로 공격을 하는 것이 특징이다. 이동속도는 느리고, 공격 시 6발 모두 맞는 경우는 드물다. 체력은 헬나이트, 아라크노트론보다 많다. |
| 아크 바일(Arch-Vile)                       | 보스급 몬스터를 제외한 적들 중 가장 강력한 몬스터이다. 해골 외형의 몬스터로 이동속도는 굉장히 빠르며, 공격 시 플레이어에게 강력한 불 공격을 한다. 이 공격은 플레이어가 시야에서 벗어나지 않으면, 거리가 멀든 보인다면 무조건 피해를 입는다. 또한 아크바일은 시체가 없는 로스트 소울이나 페인 엘리멘탈, 같은 아크바일과 보스급 몬스터를 제외한 주변의 모든 적들의 시체를 살려내는 특징도 있다. 이 때 아크바일의 체력은 조금 감소한다. 만났을 경우 가능한 빨리 제거하는 것이 좋다. 체력도 바론 오브 헬에 버금갈 정도로 높다. |
| 스파이더 마스터 마인드(Spider Master Mind) | 보스급 몬스터로 엄청한 체력을 가지고 있으며, 덩치 또한 매우 크다. 무기는 체인건으로 헤비 웨폰 듀드 못지 않은 빠른 연사력으로 공격을 한다. 또한 로켓에도 내성이 있어 로켓 공격에도 버티는 특성이 있다. 보스급 몬스터라서 난이도를 어렵게 하지 않으면, 스테이지에 1마리만 등장한다. |
| 사이버데몬(Cyberdemon)                     | 둠의 모든 몬스터 중 가장 강력한 몬스터이다. 로켓 런처를 사용하며 맨큐버스처럼 3연발로 발사를 한다. 이 로켓은 플레이어의 무기와 똑같은 데미지와 빠른 속도를 지녔다. 역시 같은 로켓에 내성이 있으며, 이 적을 만났다면, 최대한 넓은 곳에서 상대하는 것이 좋다. 역시 스테이지에 딱 1마리만 등장한다. |
| 바포메트(Baphomet)                         | 둠2의 최종 보스이다. 마지막 스테이지에 나오며, 이상한 음성 후 소환 방식으로 소환 꾸러미를 날리는 것이 특징이다. 이 소환 꾸러미에는 보스급 적들과 좀비들을 제외한 모든 적들 중 한 종류로 랜덤으로 소환된다. 만약 소환되는 지점에 있다가 맞으면 플레이어는 그대로 즉사한다. 소환되는 지점은 정해져 있으므로 알고 하면 죽을 위험은 없다. 죽이면 게임도 끝난다. |
| 커맨더 킨(Commander Keen)                  | 숨겨진 스테이지에 나오는 인형이다. 특징도 없고 스테이지 진행을 위해서는 없애야만 하는 존재이다. 이드 소프트웨어사의 다른 게임 제목이자 캐릭터이기도 하다. |

### 외적 요소
각 탄을 완료한 후에 전적을 집계하는 화면이 나온다. 집계하는 요소는 적군을 죽인 비율(KILL), 획득한 아이템 비율(ITEM), 숨겨진 방 발견 비율(SECRET), 소요시간(TIME) 이렇게 네 가지이다. 앞의 세 가지는 100%를 만점으로, 소요시간은 기준시간(PAR)과 비교할 수 있다. 이를 이용하면 단순이 게임을 클리어하는 것 외에 적군의 몰살, 모든 아이템 획득, 숨겨진 방 찾기, 타임어택 등의 도전을 할 수 있다.

## 평가
| 평가 |                                     |
| --- | ----------------------------------- |
| 통합 점수 통합사 점수 메타크리틱 PC: 83/100 [ 9 ] GBA: 77/100 [ 10 ] X360: 77/100 [ 11 ] 평론 점수 평론사 점수 올게임 [ 12 ] 넥스트 제네레이션 [ 13 ] PC 파워플레이 3/10 (Master Levels) [ 14 ] MacUser [ 15 ] |                                     |
| 통합 점수 |                                     |
| 통합사 | 점수                                |
| 메타크리틱 | PC: 83/100 GBA: 77/100 X360: 77/100 |
| 평론 점수 |                                     |
| 평론사 | 점수                                |
| 올게임 | [ 12 ]                              |
| 넥스트 제네레이션 | [ 13 ]                              |
| PC 파워플레이 | 3/10 (Master Levels)                |
| MacUser | [ 15 ]                              |

## 같이 보기
- 울펜슈타인 3D - 이드 소프트웨어에서 개발한 최초의 1인칭 슈팅 게임.